# Йоанн Гуркюфф
Йоа́нн Міге́ль Гуркю́фф (фр. Yoann Miguel Gourcuff, МФА: [joan ɡuʁkyf]; нар. 11 липня 1986 року, Плоемер,Франція) — французький футболіст, півзахисник. Виступав за збірну Франції та, зокрема, «Мілан» та «Ліон».

## Клубна кар'єра
Почавши свою кар'єру в «Лор'яні» (головним тренером клубу був його батько Крістіан Гуркюфф), 2001 року Йоанн підписав контракт з «Ренном».
У сезоні 2003/04 він зіграв 9 матчів. Наступні сезони були успішніші. У сезоні 2005/06 Гуркюфф забив 16 голів, а «Ренн» завершив сезон на 7-му місці та завоював місце в Кубку Інтертото.
Влітку 2006 року провідні клуби Європи, такі, як «Валенсія», «Аякс» і «Арсенал», були зацікавлені в покупці гравця, але Гуркюфф обрав італійський «Мілан», підписавши контракт до 2011 року. Свою кар'єру в цьому клубі Йоанн почав голом у ворота клубу «АЕК» в матчі Ліги чемпіонів. У червні 2008 року «Мілан» віддав Гуркюффа в оренду до французького «Бордо», в складі якого він став найкращим гравцем чемпіонату Франції. Пізніше «Бордо» викупив трансфер Йоанна за € 15 млн.
23 серпня 2010 року ліонський «Олімпік» викупив у «Бордо» трансфер футболіста за € 22 млн . 25 серпня Гуркюфф підписав з ліонцями 5-річний контракт  . Однак з 2011 Гуркюффа переслідували постійні травми: щороку він пропускав щонайменш 20 матчів за «Ліон» через травми, передусім коліна та кісточки. Зокрема, в травні 2014 року Йоанн травмував кісточку, вигулюючи свого собаку, що стало для нього чотирнадцятою травмою за час виступів у ліонському клубі.
2 листопада 2015 року підписує контракт з «Ренном» на один рік. 5 липня 2016 року подовжує свій контракт до червня 2018 року.
30 червня 2018 року, будучи вільним агентом, підписує однорічний контракт з клубом «Діжон». У січні 2019 залишив клуб через травму і завершив кар'єру.

## Досягнення

### Командні
«Мілан»
- Переможець Ліги Чемпіонів УЄФА: 2006-07
- Володар Суперкубка УЄФА: 2007
- Переможець Клубного чемпіонату світу: 2007

«Бордо»
- Чемпіон Франції: 2008-09
- Володар Кубка французької ліги: 2008-09
- Володар Суперкубка Франції: 2008, 2009

«Ліон»
- Володар Кубка Франції: 2011-12
- Володар Суперкубка Франції: 2012

Молодіжна збірна Франції
- Чемпіон Європи (U-19): 2005

### Особисті
- Номінант на «Золотий м'яч»: 2009
- Французький футболіст року: 2009

## Статистика

### Клубна

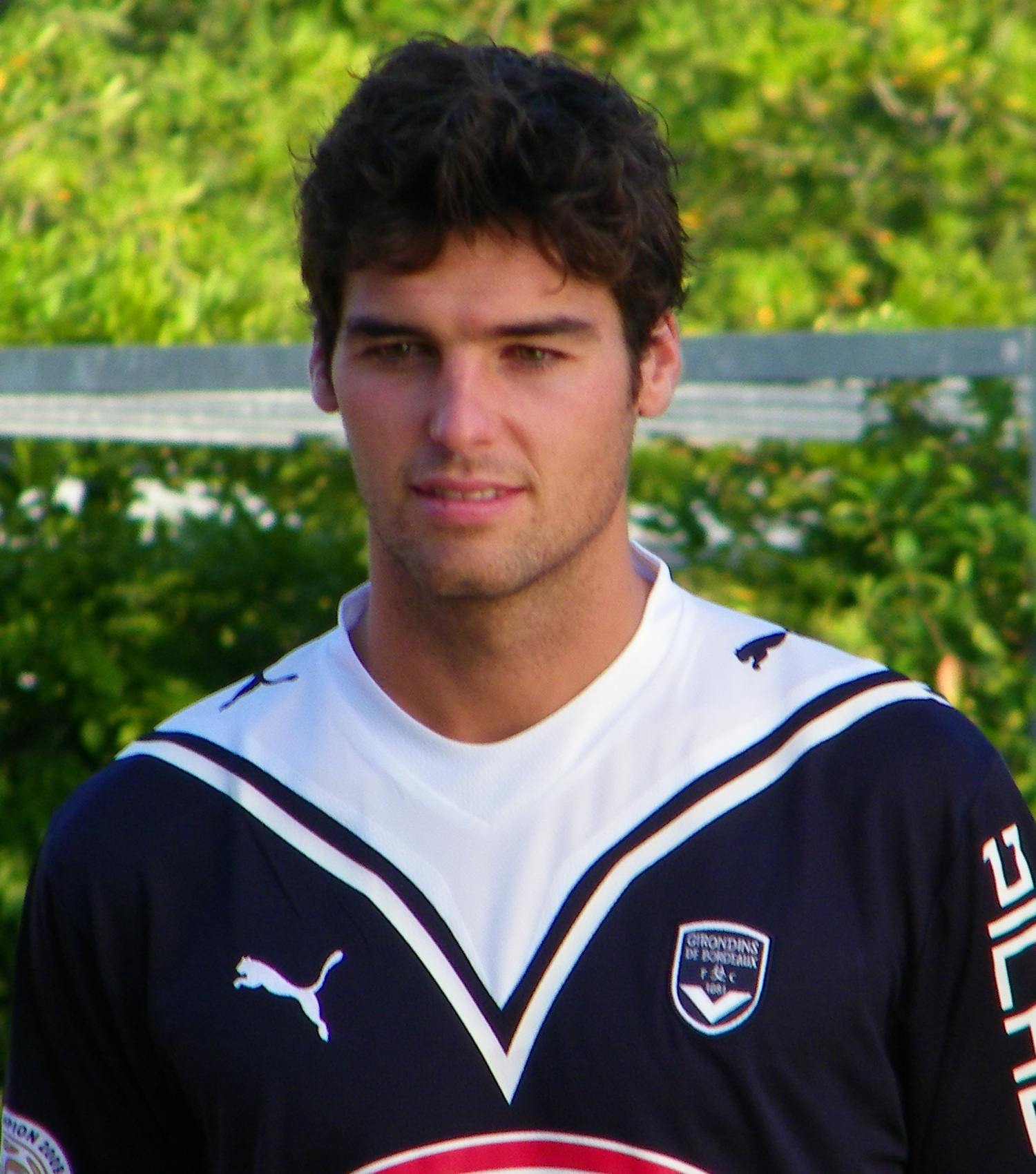
Гуркюфф у «Бордо»

Дані актуальні станом на 19 листопада 2019
| Клуб              | Сезон             | Ліга | Ліга | Ліга | Кубок | Кубок | Кубок | Європа | Європа | Європа | Total | Total | Total |
| Клуб              | Сезон             | Ігри | Голи | Паси | Ігри  | Голи  | Паси  | Ігри   | Голи   | Паси   | Ігри  | Голи  | Паси  |
| ----------------- | ----------------- | ---- | ---- | ---- | ----- | ----- | ----- | ------ | ------ | ------ | ----- | ----- | ----- |
| Ренн              | 2003–04           | 9    | 0    | 1    | 1     | 0     | 0     | —      | —      | —      | 10    | 0     | 1     |
| Ренн              | 2004–05           | 21   | 0    | 1    | 2     | 0     | 0     | —      | —      | —      | 23    | 0     | 1     |
| Ренн              | 2005–06           | 36   | 6    | 4    | 6     | 0     | 2     | 5      | 0      | 1      | 42    | 6     | 7     |
| Всього            | Всього            | 66   | 6    | 6    | 9     | 0     | 2     | 5      | 0      | 1      | 80    | 6     | 9     |
| Мілан             |                   |      |      |      |       |       |       |        |        |        |       |       |       |
| 2006–07           | 21                | 1    | 3    | 4    | 0     | 0     | 9     | 1      | 2      | 33     | 2     | 5     |       |
| 2007–08           | 15                | 1    | 2    | 2    | 0     | 0     | 3     | 0      | 0      | 18     | 1     | 2     |       |
| Всього            | Всього            | 36   | 2    | 5    | 6     | 0     | 0     | 12     | 1      | 2      | 51    | 3     | 7     |
| Бордо             |                   |      |      |      |       |       |       |        |        |        |       |       |       |
| 2008–09           | 37                | 12   | 8    | 5    | 1     | 4     | 7     | 2      | 3      | 49     | 15    | 15    |       |
| 2009–10           | 29                | 6    | 7    | 6    | 1     | 2     | 8     | 2      | 2      | 43     | 9     | 10    |       |
| 2010–11           | 3                 | 0    | 1    | 0    | 0     | 0     | —     | —      | —      | 3      | 0     | 1     |       |
| Всього            | Всього            | 69   | 18   | 16   | 11    | 2     | 6     | 15     | 4      | 5      | 95    | 24    | 26    |
| Ліон              |                   |      |      |      |       |       |       |        |        |        |       |       |       |
| 2010–11           | 24                | 3    | 4    | 2    | 0     | 0     | 7     | 1      | 1      | 33     | 4     | 5     |       |
| 2011–12           | 13                | 2    | 2    | 5    | 0     | 0     | 5     | 0      | 0      | 23     | 2     | 2     |       |
| 2012–13           | 18                | 3    | 4    | 2    | 0     | 2     | 3     | 1      | 2      | 23     | 4     | 8     |       |
| 2013–14           | 18                | 3    | 5    | 4    | 3     | 3     | 8     | 0      | 1      | 30     | 6     | 9     |       |
| 2014–15           | 17                | 3    | 4    | 2    | 0     | 1     | 0     | 0      | 0      | 19     | 3     | 5     |       |
| Всього            | Всього            | 90   | 14   | 19   | 15    | 3     | 6     | 23     | 2      | 4      | 128   | 19    | 29    |
| Ренн              |                   |      |      |      |       |       |       |        |        |        |       |       |       |
| 2015–16           | 12                | 2    | 0    | 0    | 0     | 0     | —     | —      | —      | 12     | 2     | 0     |       |
| 2016–17           | 27                | 4    | 3    | 1    | 0     | 0     | —     | —      | —      | 28     | 4     | 3     |       |
| 2017–18           | 10                | 1    | 1    | 3    | 0     | 0     | —     | —      | —      | 13     | 1     | 1     |       |
| Всього            | Всього            | 49   | 7    | 4    | 4     | 0     | 0     | —      | —      | —      | 53    | 7     | 4     |
| Діжон             |                   |      |      |      |       |       |       |        |        |        |       |       |       |
| 2018–19           | 8                 | 0    | 0    | 0    | 0     | 0     | —     | —      | —      | 8      | 0     | 0     |       |
| Всього            | Всього            | 8    | 0    | 0    | 0     | 0     | 0     | —      | —      | —      | 8     | 0     | 0     |
| Всього за кар'єру | Всього за кар'єру | 318  | 47   | 50   | 45    | 5     | 14    | 55     | 7      | 12     | 418   | 59    | 76    |

### Міжнародна
Дані актуальні станом на 19 листопада 2019
| Збірна Франції | Збірна Франції | Збірна Франції |
| Роки           | Ігри           | Голи           |
| -------------- | -------------- | -------------- |
| 2008–09        | 11             | 1              |
| 2009–10        | 11             | 0              |
| 2010–11        | 6              | 3              |
| 2011–12        | 1              | 0              |
| 2012–13        | 2              | 0              |
| Всього         | 31             | 4              |

#### Голи за збірну
| # | Дата            | Стадіон                              | Суперник   | Гол   | Результат | Змагання                  |
| - | --------------- | ------------------------------------ | ---------- | ----- | --------- | ------------------------- |
| 1 | 11 жовтня 2008  | Фарул, Констанца, Румунія            | Румунія    | 2 – 2 | 2–2       | Кваліфікація до ЧС-2010   |
| 2 | 9 жовтня 2010   | Стад де Франс, Париж, Франція        | Румунія    | 2 – 0 | 2–0       | Кваліфікація до Євро-2012 |
| 3 | 12 жовтня 2010  | Стад Сен-Симфор'єн, Мец, Франція     | Люксембург | 2 – 0 | 2–0       | Кваліфікація до Євро-2012 |
| 4 | 25 березня 2011 | Жозі Бартель, Люксембург, Люксембург | Люксембург | 2 – 0 | 2–0       | Кваліфікація до Євро-2012 |

## Виноски
1. ↑  Включаючи Кубок Франції, Кубок ліги, Суперкубок Франції, Кубок Італії, Суперкубок Італії
2. ↑  Включаючи Суперкубок УЄФА, Клубний чемпіонат світу